# Miguel Vitagliano
Miguel Vitagliano (Floresta, 14 de julio de 1961) es un escritor, docente y crítico literario argentino. Desde el año 1991, se ha desempeñado en la Cátedra de Teoría Literaria III de la Universidad de Buenos Aires. En 1996, obtuvo el Premio Anna Seghers por su tercera novela, Los ojos así.

## Obra

### Novela
- Postdata para las flores (1991, Ediciones Último Reino)
- El niño perro (1993, Ediciones Tantalia)
- Los ojos así (1996, Tusquets Editores)
- Cielo suelto (1998, Tusquets Editores)
- Vuelo triunfal (2003, Tusquets Editores)
- Golpe de aire (2004, Grupo Editorial Norma)
- La educación de los sentidos (2006, Grupo Editorial Norma)
- Cuarteto para autos viejos (2008, Eterna Cadencia)
- El otro de mí (2010, Eterna Cadencia)
- Tratado sobre las manos (2013, Eterna Cadencia)
- Enterrados (2018, Edhasa)

### Ensayo
- Lecturas críticas sobre la narrativa argentina (1997, Conicet)
- El terror y la gloria: la vida, el fútbol y la política en la Argentina del mundial ’78 (1998, Grupo Editorial Norma, en coautoría con Abel Gilbert)
- Cómo ambientar un cuento o una novela: técnicas y recursos para escribir ficciones creíbles (2003, Alba Editorial)
- Manual de instrucciones para los estudios culturales (2007, The Lincoln Press)
- Papeles para una novela (2010, El Megáfono Ediciones)
- Boedo, políticas del Realismo (2012, Blatt & Ríos, compilación)
- Fondo Blanco (2013, Milena Caserola)
- Revista centro. Una antología (2016, Editorial de la Facultad de Filosofía y Letras de la UBA, selección y prólogo)

## Premios
- 1990: Premio Liber/Arte Novela por Postdata para las flores.
- 1993: Primer Premio del Concurso Nacional de Obras Radiofónicas por Luna de Frontera
- 1996: Premio Anna Seghers por Los ojos así
- 2008: Revista Ñ eligió a Cuarteto para autos viejos una de las tres novelas del año.
- 2021: Premio de Novela Eduardo Mallea (2015/2017) por Enterrados
- 2024ː Premio Konex 2024 Letras - Novelaː Período 2018-2020. Diploma al mérito.[16]